# Ezio Auditore
Ezio Auditore da Firenze (República de Florencia, Italia; 24 de junio de 1459 — ibídem, 30 de noviembre de 1524) es un personaje ficticio de la saga de videojuegos de ficción histórica Assassin's Creed. Protagonista de los videojuegos Assassin's Creed II (y sus spin-offs Assassin's Creed II: Discovery y Assassin's Creed: Project Legacy), Assassin's Creed: Brotherhood, y Assassin's Creed: Revelations, de las novelas Assassin's Creed: Renaissance, Assassin's Creed: Brotherhood y Assassin's Creed: Revelaciones; y de las películas Assassin's Creed: Lineage, Assassin's Creed: Embers y Assassin's Creed: Ascendance.
Ezio es uno de los antepasados de Desmond Miles, protagonista de la cronología actual de la trilogía original de Assassin's Creed. Durante el desarrollo de los juegos, Ezio busca la venganza de su padre (Giovanni Auditore) y sus dos hermanos (Federico Auditore y Petruccio Auditore) ahorcados a causa de un traidor; sin saber Ezio que iba detrás de uno de los líderes Templarios más influyentes. Luego de localizar y acabar con la vida de dicho enemigo, descubre que su padre había sido mandado asesinar ya que pertenecía a la Hermandad de los Asesinos. Después de adentrarse en la Hermandad y descubrir su origen, se les une y dedica toda su vida a la caza de Templarios tiranos influyentes en el 1400-1500, en especial, Rodrigo Borgia (Alejandro VI, papa de la Iglesia católica, personaje real), aunque irónicamente le perdona la vida en todas las oportunidades que tiene para matarle.
Luego de haber acabado sus asuntos con la familia Borgia continúa su lucha en toda Europa dirigiéndose así a Italia, España y al imperio otomano ascendiendo a Mentor de la Orden de los Asesinos. Tras descubrir el Fruto del Edén en Assassin's Creed: Revelations y las intenciones de Altaïr, Ezio finalmente se retira a la ciudad de Florencia, observando sus últimos años en la película animada Assassin's Creed: Embers.

## Biografía

### Assassin's Creed II
Nacido en una familia burguesa de Florencia, su padre era Giovanni Auditore, un banquero amigo personal de Lorenzo de Medici con múltiples conexiones a lo largo de Italia. A lo largo de la obra, sobre todo en el prólogo del juego, los personajes y las escenas muestran que Ezio es un joven apasionado, con fama de donjuán, que goza de una vida apacible siempre en compañía de su hermano Federico. En la obra, su madre Maria Auditore definió a su hijo como competitivo, tercio, y malhablado, pero tan apasionado que es imposible echarle nada en cara.
La vida de Ezio se ve sacudida cuando su padre y sus hermanos son arrestados acusados de conspiración. Ezio solicita la ayuda de Uberto Alberti,[cita requerida] un viejo amigo de la familia, sin embargo, este traiciona a los Auditore; Giovanni, Federico y Petruccio son ahorcados en la Plaza de la Señoría, con Ezio entre la multitud, incapaz de rescatarlos. Ezio se venga de Uberto asesinándolo y después huye de Florencia junto a su madre y su hermana, siendo acogidos por su tío, Mario Auditore, el señor de Monteriggioni. A través de su tío, Ezio descubre que su padre era un Asesino, y que los hombres responsables de su muerte eran Templarios, enemigos ancestrales de los Asesinos; asimismo, Mario se revela a sí mismo como un Asesino igualmente, y se dispone a entrenar a su sobrino para que continúe el legado de su padre.
Ezio inicia su lucha contra los Templarios, dirigidos por Rodrigo Borgia, más conocido como «El Español», el cual pretende conseguir el Fruto del Edén, un objeto ancestral de poderes inimaginables. Ezio primero desbarata la Conspiración de los Pazzi en Florencia, salvando la vida de Lorenzo de Medici. Posteriormente colabora con Caterina Sforza para acabar con la influencia Templaria en Forli, y finalmente viaja a Venecia donde elimina a los Barbarigo. Durante su viaje, Ezio se relaciona con diversas figuras políticas italianas de su tiempo: Leonardo da Vinci, Nicolás Maquiavelo o Bartolomeo d'Alviano. Tras confrontar al propio Rodrigo Borgia en Venecia, descubre que este está en posesión del Fruto, creyendo que él es «El Profeta» que conducirá a los Templarios a la victoria final. Ezio consigue vencer a Rodrigo, pero este huye dejando el Fruto atrás. En ese momento, los colaboradores de Ezio revelan que ellos son también Asesinos; Ezio es también introducido en la Orden de los Asesinos, afirmando que él es realmente el auténtico Profeta.
En 1490, se producen los eventos narrados en Assassin's Creed II: Discovery. Ezio acude a España, donde ayuda a Luis de Santángel a librarse de los Templarios dirigidos por Tomás de Torquemada, los cuales pretendían infiltrarse en el viaje de Cristóbal Colón al Nuevo Mundo. Los Templarios poseen una influencia decisiva en Castilla, y son los responsables de que los Reyes Católicos tomen Granada en 1492, teniendo Ezio que salvar al último rey de Granada: Boabdil.
Años después, en 1499, Ezio sigue la pista de Rodrigo (ahora convertido en papa) hasta el Vaticano, donde ambos vuelven a verse las caras. Rodrigo revela que debajo del Vaticano se oculta Dios, y que únicamente el Profeta podrá comunicarse con él. Tras vencer a Rodrigo, Ezio accede a la cripta, donde se comunica con una mujer que se hace llamar Minerva, la cual revela que el mundo será consumido y que Ezio es un canal a través del cual ella se comunica con Desmond, el único que puede detener la destrucción del mundo.

### Assassin's Creed: Brotherhood
Ezio decide no acabar con la vida de Rodrigo y regresa a Monteriggioni con su tío Mario, afirmando querer dejar su vida de Asesino atrás. Sin embargo, su tregua con los Templarios no dura mucho, cuando las tropas Templarias dirigidas por César Borgia, hijo de Rodrigo, asedian y toman la villa. César captura a Mario y roba el Fruto; Ezio intenta rescatarlo, pero no puede evitar que César elimine a Mario y después destruya la villa. Ezio se despierta en Roma, adonde Maquiavelo lo ha llevado para que desde allí acaben con el gobierno de Rodrigo de la ciudad.
Durante los siguientes nueve años, Ezio y sus Asesinos combaten por acabar con el gobierno Templario en Roma. Ezio lucha contra su influencia mediante el subterfugio, socavando los apoyos que los Borgia tienen con el rey de Francia, la banca y el pueblo. Progresivamente, los Borgia empiezan a perder apoyos y se quedan sin financiación, lo que obliga a César, que tenía planeado conquistar toda Italia con la fuerza de sus ejércitos, a detener sus campañas. En 1503, un furioso César decide asesinar a su padre y toma control del Fruto. César pretende hacerse con el control de Roma por la fuerza, sin embargo, es arrestado por orden del nuevo papa. Ezio, ahora nombrado nuevo Mentor de la Orden de los Asesinos, decide que es hora de acabar con los Borgia de una vez por todas.
César es llevado prisionero a España, y Ezio decide ir en su busca, pues no pretende cometer el mismo error que con Rodrigo. Ezio llega hasta Viana, en Navarra, pues César ahora está aliado con los rebeldes navarros; Ezio y César combaten durante el ataque a la ciudad, arrojando el primero al segundo desde las murallas y acabando con su vida.
Ezio regresa a Roma dispuesto a deshacerse del Fruto de una vez por todas, depositándolo en una cripta bajo el Coliseo, que será localizado por Desmond en la línea temporal actual de la saga.

### Assassin's Creed: Revelations
Tras los eventos de Assassin's Creed: Brotherhood, Ezio descubre entre las pertenencias de su padre una carta que habla de una legendaria biblioteca construida por el mítico Asesino Altaïr Ibn-La'Ahad bajo la fortaleza de Masyaf. Ezio viaja hasta allí en 1511, descubriendo que los Templarios también se hallan en su búsqueda. Si bien consigue frustrar su asalto sobre Masyaf, lo único que Ezio encuentra es un documento escrito por Niccolò Polo que habla de cinco llaves ocultas en Constantinopla que permiten abrir las puertas de la biblioteca.
Tras llegar a Constantinopla, Ezio colabora con los Asesinos de la ciudad, la cual está sacudida por los enfrentamientos entre los gobernantes otomanos y los bizantinos, pues estos están apoyados por los Templarios. Con la ayuda de una coleccionista de libros llamada Sofía Sartor, Ezio consigue obtener cuatro de las cinco llaves. Ezio llega a la Capadocia, base de los Templarios, descubriendo que los bizantinos son un títere del príncipe Ahmed, hijo del sultán otomano y líder de los Templarios. Tras conseguir la última de las llaves, Ezio descubre que Ahmed ha secuestrado a Sofía, pretendiendo intercambiar las llaves por su vida. Ezio consigue rescatar a Sofía y recuperar las llaves, siendo Ahmed eliminado por su propio hermano Selim, el cual conmina a Ezio a abandonar Constantinopla de inmediato.
Ezio y Sofía llegan a Masyaf, abriendo finalmente las puertas de la biblioteca. Ezio descubre el cadáver de Altaïr y un fragmento del Fruto del Edén, sin embargo, no halla ningún libro; el propósito de la biblioteca era servir de canal para enviar un mensaje a Desmond Miles. Sobrecogido por las revelaciones proporcionadas por Altaïr, y creyendo que ya había cumplido su propósito, Ezio decide que es momento de acabar con su vida de Asesino, dejando todo su equipo y marchándose con Sofía de vuelta a casa.

### Assassin's Creed: Embers
Esta película de animación muestra los últimos años de Ezio, ahora ya retirado con una apacible vida junto a su esposa Sofía y a sus pequeños hijos, Flavia y Marcello, en la Toscana. Cierto día, una misteriosa Asesina china aparece solicitando su ayuda; esta mujer responde al nombre de Shao Jun y es una Asesina fugada que aspira a que Ezio la ayude a reconstruir su Orden. Shao Jun es perseguida por los soldados del emperador de China, el cual está aliado con los Templarios, de modo que Ezio decide instruirla.
Tras la marcha de Shao Jun de vuelta a China, Ezio regresa a su tranquila vida. Una tarde, mientras se hallaba junto a su mujer y a su hija en el mercado de Florencia, un joven se acerca a él, momento en el que Ezio empieza a sufrir un ataque al corazón, falleciendo, mientras Sofía y su hija corren hacia él. En la saga, Ezio será recordado como uno de las mayores leyendas dentro de la Orden, siendo respetado y admirado por sus sucesores.
Carta que Ezio escribió a Sofia antes de morir en Assassin's Creed: Embers'

Cuando era joven disfrutaba de gran libertad, pero no la valoraba; tenía tiempo, pero no lo disfrutaba; tenía amor, pero no lo sentía. Pasarían muchas décadas hasta comprender el significado de los tres, y ahora, en el ocaso de mi vida, la comprensión se ha tornado en satisfacción. Amor, libertad y tiempo, antaño desechables, son ahora lo que impulsa... en especial el amor. Para ti, querida, para nuestros hijos, para nuestros hermanos y hermanas... y el vasto mundo que nos dio vida y nos mantiene en ascuas. Con infinito afecto, mi Sofía. Siempre tuyo, Ezio Auditore
Últimas palabras de Ezio

## Otras apariciones
- Ezio Auditore aparece como personaje invitado en el videojuego de lucha Soulcalibur V, con la apariencia de Assassin's Creed: Brotherhood.[4]

- Su atuendo de Assassin's Creed: Brotherhood es desbloqueable para los personajes de Lightning de Final Fantasy XIII-2, para el protagonista de Prince of Persia: The Forgotten Sand, y en LittleBigPlanet.

- Ezio Auditore aparece junto a César Borgia en el videojuego For Honor, como parte de un DLC.
- Ezio Auditore aparece en el videojuego para móviles, AFK Arena, como un personaje de la facción dimensional.
- Ezio Auditore aparece en el videojuego Brawlhalla, como personaje jugable, con las armas Espada Auditore y Manzana del Edén.
- Ezio Auditore aparece en el videojuego Reverse: 1999, como personaje jugable junto con Alexios y Cassandra, protagonistas de Assassin's Creed Odyssey